# Рюмовское
Рюмовское (укр. Рюмівське) — село в Вознесенском районе Николаевской области Украины.
Население по переписи 2001 года составляло 115 человек. Почтовый индекс — 56571. Телефонный код — 5134. Занимает площадь 0,581 км².

## Местный совет
56571, Николаевская обл., Вознесенский р-н, с. Дмитровка, ул. Поперечная, 12